# 若者たち
『若者たち』（わかものたち）は、1966年にフジテレビで放送された連続テレビドラマ。大阪府内の5人きょうだい（4男1女）が両親（小学校の教師）を相次いで亡くしてからの暮らしぶりを報じた毎日新聞の特集記事（1965年11月29日付朝刊「ある家庭」）を基に制作された。
ここでは、2014年にフジテレビで放送された連続ドラマシリーズや、ドラマから派生した実写映画や舞台作品についても述べる。

## テレビドラマ

### 1966年版
千葉県の海岸沿いの町に住む、両親を亡くした5人兄弟が、友情・恋愛・確執などを繰り返しながらも逞しく歩き続けて行く青春ドラマ。視聴者の共感を呼び、開始当初は低かった視聴率も回を追うごとに上昇していった。また、ドラマの人気上昇につれ後述の同名主題歌も大ヒットした。
しかし、1966年9月23日放送予定の第33話「さよなら」は、在日韓国人に対する日本人による差別を描いていたのだが、その直前に平新艇事件が発生したため、放送が中止された上、9月30日をもってドラマ自体も打ち切られた。
1966年、第3回ギャラクシー賞 テレビ・フィクション部門受賞。
放送当時、高価で使い回しも少なくなかった2インチVTRに記録されているが、放送が中止された第33話も含め全放送回がフジテレビに保管されている。2008年10月15日に、フジテレビ開局50周年記念としてポニーキャニオンより第33話も収録した15枚組DVD-BOXがリリースされた。

#### 出演者
- 佐藤太郎（長男）：田中邦衛
- 佐藤次郎（次男）：橋本功
- 佐藤三郎（三男）：山本圭
- 佐藤オリエ（長女）：佐藤オリエ
- 佐藤末吉（四男）：松山省二（現・松山政路）
- 安芸秀子（隣のおばちゃん）
- 加藤剛（オリエの婚約者）
- 三井弘次 他
  - 当作品がデビュー作である「佐藤オリエ」は本名（正しくは「オリヱ」）であり、本人役を除けば自身の名前を役名にした珍しいケースである（即ち、デビュー作での役名を芸名にした三國連太郎、森田健作、早乙女愛、松田聖子らとは逆のパターン）。なお、元々無名だった役に役者の名前を当てはめて一致した例として高木渉が居る。
  - 四男のモデルになった人物は、成人してから、兵庫県尼崎市で小学校の教諭を37年間務めた[1]。

#### 放送データ・スタッフ
- 放送期間：1966年2月7日 - 同年9月30日（全34回 / 白黒）
- 放送時間：1 - 5話は毎週月曜日20時00分 - 20時56分、6話以降は毎週金曜日20時00分 - 20時56分（JST）
- 脚本：山内久、早坂暁、立原りゅう、清水邦夫、布勢博一、寺田信義、大野靖子、多賀祥介、山田正弘、林秀彦、大西信行、田村孟、菅孝行
- 演出：森川時久、北田親友、戸崎春雄
- 音楽：佐藤勝
- 主題歌 - 「若者たち」（ドラマのクレジットでは「空にまた陽が昇る時」と表記。作詞：藤田敏雄、作・編曲：佐藤勝 、歌：ザ・ブロードサイド・フォー）
- 企画：白川文造、松木征二
- 協力：俳優座
- 制作・著作：フジテレビジョン
- ネット局：関西テレビ・東海テレビ・札幌テレビ・仙台放送・広島テレビ・テレビ西日本ほか
  - 札幌テレビと広島テレビは、当時日本テレビ系列とのクロスネット局で、現在は日本テレビ系列。
- 第3回ギャラクシー賞受賞（フィクション部門）

#### 放送日程
昭和41年2月7日 - 3月7日は月曜日放送。翌週は放送なし。3月18日の週からは金曜日放送。第33回S41.9.23（金）は別番組を放送。
| 各回   | サブタイトル     | 脚本              | 演出     | ゲスト |
| ------ | ---------------- | ----------------- | -------- | --- |
| 第1回  | 出発             | 山内久            | 森川時久 | 松本克平、金井大、谷育子、樫山文枝、矢野宣、関口銀三、秋好光果、高山真樹、松野健一、荘司肇、東野孝彦、清水良英                                                       |
| 第2回  | 発掘             | 布施博一          | 森川時久 | 太田正孝、谷育子、福原秀雄、中村美代子、東野孝彦、清水良平、常田富士男、古畑輝子                                                                                     |
| 第3回  | 苦い魚           | 早坂暁            | 北田親友 | 上田吉二郎、今福正雄、武内文平、牧よし子、佐羽由子、樋浦勉、中川栄、小池正史                                                                                         |
| 第4回  | 熱い春           | 寺田信義          | 北田親友 | 島米八、宮川洋一、藤田啓二、伊藤芳子、梓英子 |
| 第5回  | 惑い             | 立原りゅう        | 森川時久 | 今福正雄、梅津栄、杉山とく子、横内正、宮本信子、宮本捷、瀬戸口夏、山谷初男、久保晶                                                                                   |
| 第6回  | 蒼い背信         | 大野靖子          | 北田親友 | 松山照夫、荘司肇、永井百合子、近衛敏明、西嶋悌四郎、山田晴生、神田正夫、児玉修嗣、東野孝彦、清水良英、中江真二                                                       |
| 第7回  | おきあがりこぼし | 多賀祥介          | 森川時久 | 小川眞由美、浜村純、大塚道子、井川比佐志、陶隆、岡本信人 |
| 第8回  | 或る休日         | 清水邦夫          | 北田親友 | 島田敬一、菅貫太郎、内海賢二、園田裕久 |
| 第9回  | ダンプとゆめ     | 山田正弘          | 森川時久 | 千石規子、香山美子、浜田寅彦、高木均 |
| 第10回 | 千葉のおばさん   | 早坂暁            | 北田親友 | 桜むつ子、吉行和子、田中筆子 |
| 第11回 | つながり         | 布勢博一          | 森川時久 | 七尾伶子、福田豊土、金井大、今橋恒、小野田巧 |
| 第12回 | 美しい言葉       | 大野靖子          | 北田親友 | 中原早苗、杉山とく子、今福正雄、矢野宣、増田順司、内海賢二、佐野哲也、波戸崎徹                                                                                       |
| 第13回 | きつい娘（）     | 柴崎裕一 山内久   | 森川時久 | 夏圭子、武智豊子、関弘子、塚本信夫、今橋恒、小野田巧、吉野佳子、辻由美子、原田清人、金内喜久夫、住吉正博                                                             |
| 第14回 | 小さな石ころ     | 木田亜夫 大野靖子 | 北田親友 | 南田洋子、北見治一、武内亨、宮内順子、今橋恒、東野孝彦 |
| 第15回 | 石の門           | 山田正弘          | 森川時久 | 小川真由美、井川比佐志、松本克平、武智豊子、陶隆、矢吹寿子、吉田日出子、中村メイコ                                                                                   |
| 第16回 | 五月の風の中     | 早坂暁            | 北田親友 | 木村俊恵、青木義朗、陶隆、吉田日出子、松波志保 |
| 第17回 | 友だち           | 立原りゅう        | 森川時久 | 江守徹、栗原小巻、近藤準、今福正雄、柴田侊彦、清水良英、高須賀夫至子、長山藍子、寺田路恵、香川久美子、菅井きん                                                       |
| 第18回 | 帰りなん・いざ   | 早坂暁            | 北田親友 | 吉田義夫、岩下浩、永山一夫、関京子、吉田日出子、東野孝彦、清水良英、津田喬、佐藤博、小野川公三郎、清水光、水谷八重子                                                 |
| 第19回 | 水より濃く       | 林秀彦            | 戸崎春雄 | なし |
| 第20回 | 巷のあひる       | 田村孟            | 北田親友 | 横森久、宮部昭夫、富田浩太郎、今福正雄、今橋恒、山本学 |
| 第21回 | 合理化           | 大西信行          | 森川時久 | 武智豊子、川上夏代、今橋恒、富川澈夫、青木義朗、金井大、花沢徳衛 |
| 第22回 | 詩を売る女       | 山田正弘          | 戸崎春雄 | 武智豊子、早川研吾、寄山宏、福原秀夫、宮本信子、北条淳子、川口敦子                                                                                                   |
| 第23回 | 朝               | 布勢博一          | 森川時久 | 新克利、永田靖、三戸部スエ、武智豊子、茅島成美、寺田誠、今橋恒、左右田一平、佐藤友美                                                                                 |
| 第24回 | 母と子           | 大野靖子          | 北田親友 | 吉田義夫、大塚道子、武智豊子、今福正雄、陶隆、根岸宮子、宮本信子、野々村潔、藤間紫                                                                                   |
| 第25回 | 女ともだち       | 林秀彦            | 戸崎春雄 | 小林哲子、杉山とく子、中村孝雄、宮本信子 |
| 第26回 | 遥かなる道       | 大野靖子          | 北田親友 | 清洲すみ子、河西都子、市原清彦、川副博敏、宝達晃一、代志住正、平川斎、下條正巳                                                                                       |
| 第27回 | 祭りの夜         | 林秀彦            | 森川時久 | なし |
| 第28回 | 生きる           | 大西信行          | 戸崎春雄 | 森幹太、初井言栄、今橋恒、西島悌四郎、市原清彦、浅沼創一、宮下捷、関みどり                                                                                           |
| 第29回 | やさしい娘       | 立原りゅう        | 森川時久 | 永田靖、大塚道子、江守徹、栗原小巻、東野孝彦、前田信明、寺田路恵、吉田日出子、大滝秀治、倉田地三、高木均、金内喜久夫、樋浦勉、村井国夫、古川義範、地井武男、窪田英世 |
| 第30回 | 橋よ いつの日か… | 菅孝行            | 北田親友 | 浮田左武郎、宮内順子、岸田森、原田芳雄、東野孝彦、清水良英、宮下捷、津田喬、林隆三、片岡光雄                                                                         |
| 第31回 | 陽が昇るとき     | 大西信行          | 戸崎春雄 | 茅島成美、高橋長英、長山藍子 |
| 第32回 | 爪の跡の記憶     | 大野靖子          | 北田親友 | 大塚道子、久米明、加藤博子、東野孝彦、津田喬、幸田宗丸、寄山弘、高橋信子                                                                                             |
| 第33回 | さよなら         | 大野靖子          | 戸崎春雄 | 高木均、小沢弘子、新井茂子、新田喜美枝、寺田路恵、津田喬、園八雲、菅沼正、青野武、安田隆久、野本礼三、島田太郎、伊東芳子、相生千恵子、高田美恵子                     |
| 第34回 | 鈴蘭を苅った男   | 山内久            | 森川時久 | 小川真由美、永田靖、南美江、塚本信夫、大滝秀治、中尾彬、佐藤友美、露口茂                                                                                             |

| フジテレビ系 月曜20:00枠                        | フジテレビ系 月曜20:00枠     | フジテレビ系 月曜20:00枠                                 |
| 前番組                                          | 番組名                       | 次番組                                                   |
| ----------------------------------------------- | ---------------------------- | -------------------------------------------------------- |
| 大将と王様                                      | 若者たち （1966年2月 - 3月） | 0088ワイルド・ウエスト →ワイルドウエスト危機脱出 ※枠交換 |
| フジテレビ系 金曜20:00枠 【当番組までドラマ枠】 |                              |                                                          |
| 0088 ワイルドウエスト危機脱出 ※枠交換           | 若者たち （1966年4月 - 9月） | お楽しみ映画劇場 （20:00 - 21:26）                       |

### 2014年版
『若者たち2014』（わかものたちにせんじゅうよん）のタイトルで、2014年7月9日から9月24日まで毎週水曜日22:00 - 22:54に、フジテレビ系の「水曜22時」枠で放送された。
フジテレビの開局55周年記念企画として、1966年に放送された『若者たち』（わかものたち）を48年振りに現代版にリメイクし制作した作品。『北の国から』で知られる杉田成道がチーフ演出を担当し、妻夫木聡が主演を務めた。なお、アナログ時代親局がUHFであったネット局の地域を中心に、大半の地域ではこれが「若者たち」としては初放送となる。
第82回ザテレビジョンドラマアカデミー賞では妻夫木聡が主演男優賞総合2位、瑛太が助演男優賞総合3位、主題歌がドラマソング賞3位にそれぞれ入賞した。同賞審査員の松尾羊一は若者層から意外な支持があったと分析している。

#### あらすじ
あらすじはエピソードリストを参照。

#### キャスト

##### 佐藤家
佐藤 旭（さとう あさひ）〈33〉
演 - 妻夫木聡
長男。サワタリ道路作業員（第1話 - 第3話） → プロレス団体警備スタッフ（第6話 - 第10話）。父親の死を契機に高校を中退し、兄弟たちを養うため父が勤めていたサワタリ道路に就職し、地道に15年間勤めてきた。そうした過程で家計的に苦しい生活を強いられてきた経緯から、「世の中は理屈ではない」という考えを持つ熱血漢で、家族に対する愛情は人一倍強い。そのため自分の家族をけなしたり、家族の意義を軽く考え幸せを望まない者には時に厳しく説教することがある。家族愛の強い性格上、暁を侮辱した社長を怒りのあまりに殴り飛ばしたことで一時期会社を追われた。その後、旭がプロレスの試合終了時にリングに乱入し格闘を繰り広げたレスラーの誘いを受け、プロレス団体の警備職に就いたが、あかりと過ごす時間を増やすために自ら団体を辞職し、沢渡に自身の暴力行為を謝罪した上でサワタリ道路に再入社した。
佐藤 暁（さとう さとる）〈31〉
演 - 瑛太
次男。元サワタリ道路作業員。恋人・瑞貴の手術費用を工面するために屋代昌江を騙した証券詐欺罪で刑務所に収容され、2年の刑期を終えたのちに佐藤家へ戻ってくる。中学卒業後に旭と同じくサワタリ道路に入社したが、父が死亡した事故の原因や旭がサワタリ道路へ縁故入社した経緯を全て知ってしまったことで兄や会社に対して強い不信感を抱き、これらの経緯から会社を去ってからは仕事に就く意欲さえなくしていた。しかし自身を馬鹿にした沢渡に憤り、必死に家族を守ろうとする旭の姿を見て、彼がこれまで抱えきた家族への想いを理解し、兄と和解する。退職するまでの経緯もあってか、世の中に対して斜に構えたような見方をすることが多いが、心の奥底では兄弟たちを大切に思っており、迷いを抱える兄に叱咤激励したり、妹や弟たちにさりげない優しさを見せたりすることもある。瑞貴が死んでからは、彼女との思い出に固執するあまりに頑なに心を閉ざしていたが、瑞貴が誰よりも暁の幸福を願っていたことや彼女の死を今でも悔やんでいることを新城から聞かされて、徐々に新城への憎しみは和らぎ、旭の励ましもあって、昌江の遺族である多香子を愛する罪悪感とも折り合いをつけ、最終的に彼女を守ることを誓った。
佐藤 ひかり（さとう ひかり）〈28〉
演 - 満島ひかり
長女。東京城北医科大学病院NICUに勤務する看護師。病死した母親の代わりとして、旭と共に兄弟たちを見守ってきたこともあり、気丈で責任感の強い性格をしている。兄に反発していた暁とは異なり、当初から旭の事情を汲んでいる。暁の詐欺事件により心労に陥っていた時に新城に励まされたことで、彼に好意を抱き、のちに自らアプローチをかけて新城とは不倫関係に至る。浮気を知った新城の妻である美穂からも関係を断ち切るよう奨められても、当初は別れる意思はなかったが、浮気のことを知っていた暁の叱責を受けて、自分のしていることは新城の幸せな家庭生活を壊していること気付く。最終的には新城への好意を尊敬の念に変えることで彼への未練を断ち切り、自分から別れを切り出した。
佐藤 陽（さとう はる）〈27〉
演 - 柄本佑
三男。国立大学5年生で学生劇団「bluehall」座長。ロマンチスト的な考えを持っており、兄弟たちとの会話の中でしばしば独自の恋愛観、人生観を口にする。就職活動をしていた頃に偶然手に取ったつかこうへいやシェイクスピアの戯曲に触発され、演劇への道を志すべく決まっていた会社の内定も断り、大学を自らの意志で留年したため、大学卒業と安定した企業への就職を願っていた旭と対立していたが、演劇に対する熱意が旭に伝わり理解を得たことで和解した。一方香澄に対しては、当初は女優として興味を示していたが、やがて好意に変わっていった。その後、旦との関係を知りつつも、彼女とより親密な関係になってしまったことで旦の香澄に対するストーキング行為を招き、最終的には劇団メンバーからの信頼を失ってしまい、自らの思慮の欠いた行動を悔やんで旦と香澄に謝罪する。自身には芝居しかないんだと、たとえ1人になっても劇団を続ける意思を示す。
佐藤 旦（さとう ただし）〈20〉
演 - 野村周平
四男。兄弟のなかで最も内気で不器用な性格。幼少期に両親を亡くしていることもあり、他の兄たちと比べて親との思い出があまりない。母親は旦の出産後に容体が悪化しそのまま死亡した。暁の詐欺事件をきっかけに同級生から陰湿ないじめを受けるようになり、そのことが原因で自殺未遂を起こし、高校中退に至る。高等学校卒業程度認定試験を取得し国立大学に入学するため、予備校に通っている。自分を騙したとはいえ、香澄に淡い恋心を抱いている。香澄に告白し交際関係に発展するが、後に陽と二股をかけていることを知り、彼女への想いを断ち切ることが出来ず執拗に自宅へ押しかけたことで警察に補導され、旭から叱責を受ける。しかし、それでも陽への嫉妬心や彼女に裏切られた怒りを抑えきれず、彼女の裸体の写真をネットに流出させてしまう。このことがきっかけで劇団メンバーの離反を招き、劇団を危機的状況に陥らせてしまう。その後、陽の謝罪と香澄の許しを受ける。
澤辺 梓（さわべ あずさ） → 佐藤 梓（さとう あずさ）〈28〜29〉
演 - 蒼井優
旭の彼女。父の借金を返すために昼は総菜屋、夜はキャバクラで働く。旭とはプロレス観戦で意気投合し、交際関係を経て結婚する。後に旭との間に授かったあかりを出産する。
佐藤 あかり
演 - 内山陽菜
旭と梓の娘。超低出生体重児として出生し、一時期命の危機にさらされるが、無事に生存する。しかし聴力検査での結果から、聴覚障害の可能性もあると新城に指摘されている。

##### 佐藤家の周辺人物
屋代 多香子（やしろ たかこ）〈27〉
演 - 長澤まさみ
母・昌江と折り合いが悪く15歳で実家を飛び出す。昌江の病死と共に実家に戻り、母が大切にしていた畑を引き継ぐ。母との確執から暁が自分よりも良好な親子関係を築いていたことに嫉妬し強い憎しみを抱いていたが、その想いは徐々に氷解し、定職に就こうとしない彼の身を案じて畑仕事の手伝いをするよう持ちかける。リサ・ローブの楽曲の影響で歌手を志すが、芽が出ず諦めかけたときに著名な音楽プロデューサーの土居に声を掛けられる。歌手デビューを条件に肉体関係を強要され、妊娠するまで関係が続いた経緯から歌手になる夢を断ち切られてしまう。土居との性交シーンを盗撮され、その映像を元に再三に渡って土居から脅迫を受けていたが、旭と暁の尽力によって救われる。なお歌手の夢を断念した後もギターの演奏が得意であり、ひかりが新城への想いを断ち切る手助けにもなった。
永原 香澄（ながはら かすみ）〈18〉
演 - 橋本愛
旦の通う予備校に在籍する聖凛女子高校3年生の少女。世間や他人に対して屈折した考えを持っており、周囲の者を嘘偽りで翻弄する悪癖がある。予備校で知り合った旦を誘惑し金を騙し取ろうとしていたが陽に計画を潰される。陽から退団した沙紀の代役に抜擢されて劇団に加入し、その過程で演劇の世界に目覚めていく。陽と旦から好意を持たれており、二股をかけたことで旦の怒りを買い、彼からの執拗な嫌がらせを招いて学校に通えなくなる。騒動による自身への嫌がらせに不安を抱くが、かつて土居に脅迫された多香子のアドバイスを受けて、自身の迷いと折り合いを付け、最終的には高卒認定試験を受けて大学に進学する条件で、親の許しを得て高校を中退する。高校を中退した理由はこの先本当にしたいことが見つかったからと陽たちに話す。
新城 正臣（しんじょう まさおみ）〈43〜44〉
演 - 吉岡秀隆
ひかりと同じく東京城北医科大学病院NICUに勤務する医師。愛知県出身。妻子とは現在別居中で、ひかりからの告白を受けて彼女とは不倫関係に発展したが、最終的には暁の叱責で考えを改めたひかりの方から別れを切り出された。佐藤兄弟が幼少期だった頃から面倒を見ていた関係で旭から慕われている。海外での心臓移植によって瑞貴の心臓病が完治できる可能性を暁に伝えなかったことや彼の逮捕後に瑞貴が亡くなったことをきっかけに暁から長らく憎悪の念を持たれており、一時期彼からひかりとの浮気現場の写真を送りつけられるなど脅迫めいたことをされていた。普段は仕事に集中するあまり、人前で感情を表に出すことは少ないが、佐藤兄弟をはじめ患者や同僚のことは人一倍気にかけており、これまで自身が救えなかった患者の写真を今でも大切に持ち歩いているほど。また患者である瑞貴自身の意向を尊重したためとはいえ、彼女を救えなかったことを悔やみ続けていた。ギター演奏を趣味としており、以前は養護学校でボランティアとして音楽を教えていた。その後地元で病院を開業をする友人からの誘いを受けて、愛知に帰郷する。

##### 東京城北医科大学病院
ひかりや新城が勤務する病院。
内海 弘喜
演 - 馬場徹
ひかりの同僚医師で新城の後輩。ひかりと新城との浮気現場を目撃し、浮気写真を新城の妻に送り付ける。後に自身の行為を新城に謝り、即座に謝罪を受け入れてもらい暖かい言葉をかけられる。病院を去る新城に良い医者になれと後のことを託される。
上原 清香
演 - 未来
ひかりの同僚看護師。

##### ゲスト
複数話・単話登場の場合は演者名の横の括弧（）内に表記。
第1話
佐渡
演 - 岩松了（第3・5・10話）
サワタリ道路社長。佐藤兄弟の父・猛の死後、猛の死に関する経緯を黙秘することを条件に旭を自分の会社に雇い入れる。前科のある暁を馬鹿にしたことへの憤りから暴力を振るった旭に解雇を宣告する。しかし解雇後も旭に陽のためのお金を工面したり、失業中の彼に友人の会社を紹介したりと何かと気を遣っていた。自身に暴行した旭が復職することに難色を示していたが、彼の誠実な態度により彼の暴力行為を許し、仕事場への復帰を許可した。
斉藤 昌伸
演 - 小久保寿人（第3話 - 第4話）
「bluehall」元劇団員。田舎で暮らす母が認知症を患い、介護費用や生活費を捻出するために闇金融から金を借りるほどに困り、舞台公演費用の30万を持ち逃げする。その後陽に謝り、自分が叶わなかった夢を陽が実現できるように激励する。
寺尾 昭広
演 - 北村健人（第3話 - 第6話・第8話 - 第9話）
学生劇団「bluehall」元劇団員。他のメンバーが徐々に脱退しても劇団に残っていたが、旦の起こした騒動を契機に座長である陽への信頼をなくし、他のメンバー全員と共に劇団を退団する。
市ノ瀬 沙紀
演 - 大谷英子
陽の元彼女で「bluehall」元劇団員。陽が追い求める理想に疲弊し、彼の元を去る。
杉浦貴
演 - 本人（プロレスリング・ノア）（第5・8・10話）
プロレスの試合終了時、リングに乱入した旭と闘うプロレスラー。しかし、そのことがきっかけで旭を気に入り、失職していた旭に自分が所属するプロレス団体の警備の仕事に就くよう働きかける。その後仕事より家庭を優先したい理由で退職した旭の思いを汲み取り、団体を去る旭に応援の言葉を掛けた。
北宮光洋
演 - 本人（プロレスリング・ノア）（第5話）
丸藤正道、モハメド・ヨネ、石森太二、小峠篤司
演 - 本人（プロレスリング・ノア）

第2話
仲川 志保
演 - 中村優子（第3話 - 第5話）
NICUに入院するまどかの母。娘・まどかは600gの超低出生体重児で産まれる。衰弱しているまどかの姿を見て、一時期は育て続けることに自信を失いかけ、まどかと共に心中する目的で病院から飛び出してしまう。しかし、最後にはひかりの励ましと旭の強い説得で心を動かされ、娘を殺してほしいという夫・孝光の願いを押し切り、夫と別れてまどかを育てることを決意する。
屋代 正一
演 - 小林高鹿（最終話）
屋代 正二
演 - 内田滋
上記2名は多香子の兄たち。暁が昌江に対して行った詐欺事件以来、彼のことを激しく憎んでいた。旭から昌江の書き記した手紙をもとに事の経緯を説明され、人間は金よりも大切なものがあると説教されても、執拗に慰謝料を要求し続けた上に最後まで暁を許そうとしなかった。そして、彼らのその態度に激怒した旭が我を忘れて、佐藤家の土地を担保にかけてしまったことから、佐藤家の存続に関する危機を招く遠因となる。
屋代 昌江
演 - 根岸季衣
多香子の母。病気で他界。全ての事情を知ったうえで暁から金を騙し取られるふりをして、3000万円を暁に渡す。

第3話
澤辺 京子
演 - 余貴美子（第5・8・10話）
梓の母。当初は2人の結婚に難色を示していたが、暁の必死な説得と旭の娘を大事に想う熱意もあって、2人の結婚を認めた。孫のあかりが障害を抱えて生きていく事実を知って、子育てに自信を失いかけた梓に励ましの言葉を掛けた。
仲川 孝光
演 - 望月章男（第4話 - 第5話）
志保の夫でまどかの父。超低出生体重児で産まれた娘に障害が残ると医師に宣告されたとき、育てる自信がないから殺してほしいと医師に訴える。しかし新城やひかりからその願いを聞き入れてもらえず、彼らと対立し娘を転院させる。その後夫の考えとまどかを育てたい気持ちに揺れる妻・志保が病院からいなくなる騒動が起き、旭にどんなに障害があっても子供を幸せにすることが親の債務だと叱咤されても最後まで一貫して考えを変えなかった。最終的には一人で娘を育てることを決意した志保に別れを切り出された。
澤田 圭介
演 - 伊藤祐輝（第4話）
「bluehall」元劇団員。斉藤が引き起こした公演費用の持ち逃げ事件で演劇を続けていく自信を無くし、陽のロマンチスト的な考えを激しくなじった上に、同じく陽の人生観に反発していたメンバーと共に劇団を脱退する。

第4話
吉川 瑞貴
演 - 広末涼子
暁の元彼女で元舞台女優。3年前に拡張型心筋症を患い、海外での治療の可能性を信じた暁が自分の手術費用を工面しようとして詐欺事件で逮捕された直後に死亡する。死亡前、法を犯してまで手術費用を工面しようとする暁の無鉄砲な性格を恐れて、彼にはその可能性を話さないよう新城に強く懇願した。しかしこの出来事がきっかけで長い間、暁と新城の関係にしこりが残る結果になってしまう。
新城 寿々
演 - 横溝菜帆 （第5話）
新城の娘。母の美穂とともに現在父親とは別居している。時折、インターネット電話を通して新城と連絡を取り合っている。

第5話
山原 香菜
演 - 大村彩子
ひかりの高校時代の友達。高校在学時に妊娠し、ひかりの後押しで萌菜を出産することを決断する。しかし出産後すぐに萌菜の父親が逃げ出し、片親では子供を育てるには困難な状況に陥る。萌菜が施設へ引き取られ娘とは離ればなれになってしまうが、後に娘との再会を果たし再び彼女を引き取った。
山原 萌菜
演 - 堰沢結衣
香菜の娘。先述の経緯から母親と生き別れるが、後に母と再会しまた一緒に暮らし始める。
熊野準
演 - 本人（プロレスリング・ノア）
新城 美穂
演 - 斉藤由貴（第6話）
新城の妻。現在夫とは別居中。宛先不明の封筒に封入されていた写真で夫とひかりとの不倫関係を知ってしまうが、特に夫を責めることはしなかった。一方でひかりには夫との関係を断ち切るよう丁重に頼んだ。

第7話
永原 加代
演 - 山下容莉枝（第8話）
香澄の母。香澄と話がしたいと必要以上に自宅に押し入ろうとする旦の姿を目撃して恐れを抱き、警察に通報する。

第8話
永原 恭一
演 - 鶴見辰吾
香澄の父。香澄の裸体写真ネット流失について謝罪に訪れた旭と旦に対して厳しい態度を示し、「どのような方法で責任を取るのか」と旦に問いただす。

第9話
土居 正登
演 - 鈴木一真
著名な音楽プロデューサー。歌手志望の多香子にCDデビューを釣り餌にして性行為を強要するが、デビューの話を反故にした上で、性行為時の盗撮動画を元に更なる自身との性交をするよう脅迫した。その後、それらの事実を知った旭と遅れて現れた暁に糾弾されるが、無抵抗の彼らに自身のボディーガードを使って苛烈な暴行を加えさせた。しかし先に現れていた旭と交わされた会話で、自身による多香子への脅迫の言質を密かに録音採取されたため、彼女から身を引く状況に追い込まれる。

#### スタッフ
- 原案 - 山内久、森川時久
- 脚本 - 武藤将吾
- 音楽 - 荻野清子
- 演出 - 杉田成道、中江功、並木道子
- 主題歌 - 森山直太朗「若者たち」（ユニバーサルミュージック / EMI RECORDS）
- 演出補 - 相沢秀幸、野田悠介
- 美術監督 - 梅田正則
- オープニングタイトル協力 - 東京グラフィティ編集部
- アクションコーディネーター - 根本太樹
- フードコーディネーター - 住川啓子
- 特殊造形 - 松井祐一
- 医療監修 - 楠田聡
- 医療指導 - 守屋俊介、伊藤尚志
- 看護指導 - 菅野さやか
- 介護指導 - 針田進
- 手話指導 - 南瑠霞、蓮子都
- 戯曲 - つかこうへい作『飛龍伝』（つかこうへい事務所）
- 引用 - 福田恆存訳『ハムレット』
- 舞台監督 - 岡村俊一、荒智司
- 劇中振付 - 古賀豊
- 劇中音楽 - からさきしょういち
- 演劇指導 - 中村真知子
- 舞台協力 - アール・ユー・ピー、エープロジェクト、エスイーシステム
- 詞 - 谷川俊太郎『未来へ』
- 小説 - 柴田翔『されど われらが日々-』
- プロデュース - 石井浩二
- 協力プロデュース - 塚田洋子
- ラインプロデュース - 多治見薫
- プロデュース補 - 秋山八重子
- 制作著作 - フジテレビドラマ制作部

#### エピソードリスト
| 話数 | サブタイトル               | 放送日  | 演出     | 視聴率 |
| --- | -------------------------- | ------- | -------- | ------ |
| 第1話 | 理屈じゃねえんだよ、結婚は | 7月09日 | 杉田成道 | 12.7%  |
| 東京の下町にある年季の入った一軒家で暮らす佐藤家は朝から騒々しい。中卒ながら「サワタリ道路」の正社員として働き一家の大黒柱である長男・旭、大学病院の産婦人科ICUで看護師として働く長女・ひかり、演劇狂いの大学生留年生で三男・陽、そして高校中退で大検と進学のため予備校に通う四男・旦。貧しいながらも明るく逞しく生きる彼らだったが、家族はある大きな闇を抱えている。 ある日、旭は交際している澤辺梓から妊娠を告げられる。動揺した旭は梓と口論になってしまう。昼間は弁当屋で働く梓だったが夜はキャバクラで働いていた。その事実を知った旭は梓を詰るが、彼女は介護の必要な父親の治療費を借金として背負い、返済のため懸命に働いていたと知り自分の愚かさを思い知った旭は、梓とデートに通っていたプロレス会場で試合後のリングに乱入し、レスラーに挑みかかって自分を痛めつける。そして、梓との結婚を決意する。 |                            |         |          |        |
| 第2話 | 次男戻る                   | 7月16日 | 中江功   | 07.8%  |
| 次男・暁が佐藤家に帰ってくる。暁は旭と同じ会社で働いていたが、突如無断退職し家を飛び出し、その後老婆を騙して3000万もの大金を奪った詐欺罪で刑務所に服役していた。暁の起こした事件により、ひかりは職場で孤立し精神的に不安定になり、旦は学校でイジメに遭って不登校となり高校を中退。そんな兄妹たちを支えながら被害者家族に旭はなけなしの給料から返済していたのだ。全く悪びれる様子のない暁は佐藤家に上がり込むや旭のヘソクリを奪って出て行ってしまう。 旭が騙した老婆・屋代昌江は暁の服役中に病死していた。弟の出所を報告しに屋代家を訪れた旭は昌江の長女・多香子から意外な真実を告げられる。旭は渋る暁を腕尽くで昌江の四九日に連れていく。実のところ、昌江と暁は親子同然の間柄で、実家に寄りつかない実の子たちにかわって彼女の支えとなっていたのだった。そして、3000万は昌江が騙されたフリをして暁に渡したのだ。昌江の残したビデオメッセージを見た暁は一人泣き崩れる。だが、3000万の使い道については「遊ぶ金に使った」と言い張る。また、暁には旭をどうしても許せない事情があった。 予備校に通う旦は女子高校生の永原香澄からカラオケに行かないかと誘われ、一緒にカラオケのあるホテルに行く。大騒ぎし酒で酔い潰れた旦は香澄から肉体関係を持ったと告げられる。後日、香澄から妊娠したと告げられ途方に暮れた旦は陽に相談する。陽は香澄に会うなり彼女の嘘をすべて看破し、香澄を自分の劇団へと連れていく。陽は香澄には「女優」として天性の才能があると見抜いたのだ。旦を騙したことを不問に付すという条件で稽古に参加した香澄は、自分の台詞や演技に拍手が浴びせられることに戸惑いながらも嬉しく思う。そんな香澄の生き生きとした姿を見て、旦は本気で恋をしてしまう。        |                            |         |          |        |
| 第3話 | 苦い秘密                   | 7月23日 | 並木道子 | 07.8%  |
| 暁は正義感から兄弟たちをかき乱す。旭は事故で亡くなった父親の死の真相を知りながら、幼い兄弟たちを養うため口止め料がわりに仕事を世話して貰い働いていた。その事実を同僚たちの会話で知ってしまった暁はいたたまれずに飛び出して昌江のところに転がり込んだのだ。暁と和解するため、旭は他の兄妹たちの前でその事実を告白する。その後、社長の計らいで暁は元の会社に再就職出来ることになるが、沢渡社長から暁を侮辱された旭は激高し、社長に暴言を吐いた上に蹴飛ばしてしまう。クビを言い渡された旭は梓との結婚目前だというのに無職になってしまう。その一方、暁は昌江から畑仕事を引き継いだ多香子から一緒に働かないかと誘われ、彼女を手伝うことになる。 |                            |         |          |        |
| 第4話 | 諦めんな                   | 7月30日 | 杉田成道 | 07.3%  |
| ひかりは兄弟たちにとって兄同然の存在である同僚の産婦人科医師・新城正臣と不倫関係にあった。旭はその事実を知ったものの、暁の逮捕で精神的に追い詰められていたひかりが切実に支えを欲していたことや、新城には苦しいときに自分やひかりを支えくれた恩義があるため二人を責める気持ちになれなかった。だが、暁は二人の密会現場を写真に撮り、新城宛てに送りつける。暁にとって新城もまた許しがたい存在だった。 公演が目前に近付く中、陽の強引さや身勝手さに団員たちが不満をあらわにするようになり、ついには経理担当が金を持ち逃げする事件が起きてしまう。心が折れかける陽だったが旭から叱咤され、旦や香澄の尽力で公演に漕ぎ着ける。 陽の舞台のチケットをひかりから受け取っていた新城も向かおうとするのだが、その前に暁が現れる。暁の恋人だった舞台女優の吉川瑞貴は心臓の病に倒れ、新城の診察を受けていたが、その甲斐もなく暁が逮捕されてすぐに亡くなったのだ。移植手術をすれば助かる可能性があり、そのために3000万の大金が必要だと知った暁は昌江から金を騙し取ることになったのだが、暁はなぜもっと早く伝えてくれなかったんだと新城を詰る。だが、瑞貴はなにより暁が移植手術のことを知って馬鹿な真似をすることを恐れ、新城に固く口止めを頼んでいたのだ。新城は医師としての無力感から瑞貴のことは忘れたことがなかったと告げるが、弱みにつけ込みひかりと不倫関係になったことを暁はなおも許せない。 旭は役者を目指す夢には強く反対していたが内心では変わらず陽のことを応援しており、彼が自信を失いかけ演劇への道を断念しようとしていたときには、体当たりの叱咤激励で公演の中止を阻止させ、暁の後押しから初公演での熱い演技を見て考えを改め、陽の夢を陰ながら応援することを誓った。 |                            |         |          |        |
| 第5話 | 親として                   | 8月06日 | 中江功   | 06.8%  |
| 入籍を済ませ晴れて夫婦となった旭と梓だが、旭の就職がなかなか決まらない。梓は無理を押して働くが倒れてしまい、救急病院で前置胎盤による早産の可能性を指摘される。通常出産出来る可能性もあると聞き楽天的に考える旭だったが、超未熟児たちとその親たちの悲劇を何度も目の当たりにしてきたひかりや新城は心穏やかではない。 香澄の好演もあって舞台は大成功に終わる。打ち上げの夜、旦は香澄に告白するのだが、香澄は自分を変えてくれた陽に好意を抱いていた。迷いながらも香澄は旦と付き合うことになる。 |                            |         |          |        |
| 第6話 | 男と女は                   | 8月20日 | 並木道子 | 06.1%  |
| |                            |         |          |        |
| 第7話 | 生まれる                   | 8月27日 | 杉田成道 | 07.3%  |
| |                            |         |          |        |
| 第8話 | 心折れて                   | 9月03日 | 中江功   | 07.4%  |
| |                            |         |          |        |
| 第9話 | 人の為に                   | 9月10日 | 並木道子 | 07.1%  |
| |                            |         |          |        |
| 第10話 | 支えあう                   | 9月17日 | 中江功   | 06.5%  |
| |                            |         |          |        |
| 最終話 | 旅立つ                     | 9月24日 | 杉田成道 | 06.1%  |
| |                            |         |          |        |
| |                            |         |          |        |
| 平均視聴率 7.7%（視聴率は関東地区、ビデオリサーチ社調べ） |                            |         |          |        |

- 8月13日は『FNSうたの夏まつり2014』放送のため休止[注釈 6]。
- 8月20日は『女子バレーボールワールドグランプリ2014 日本×ロシア』放送延長により35分繰り下げ。

| フジテレビ系 水曜22時枠                             | フジテレビ系 水曜22時枠                                              | フジテレビ系 水曜22時枠                                |
| 前番組                                              | 番組名                                                               | 次番組                                                 |
| --------------------------------------------------- | -------------------------------------------------------------------- | ------------------------------------------------------ |
| SMOKING GUN 〜決定的証拠〜 （2014.4.9 - 2014.6.18） | フジテレビ開局55周年記念ドラマ 若者たち2014 （2014.7.9 - 2014.9.24） | ファーストクラス （第2期） （2014.10.15 - 2014.12.24） |

## 映画
1966年のテレビドラマの放送終了後、映画版が俳優座主導で3作品製作された。脚本が山内、監督が森川と、主要スタッフはテレビドラマと共通である。当時森川が籍を置いていたフジテレビ本体は、映画の製作には関わっていない。
これらの映画シリーズは、2006年に「三部作」として、ジェネオン エンタテインメントよりDVDソフト化された。

### 若者たち

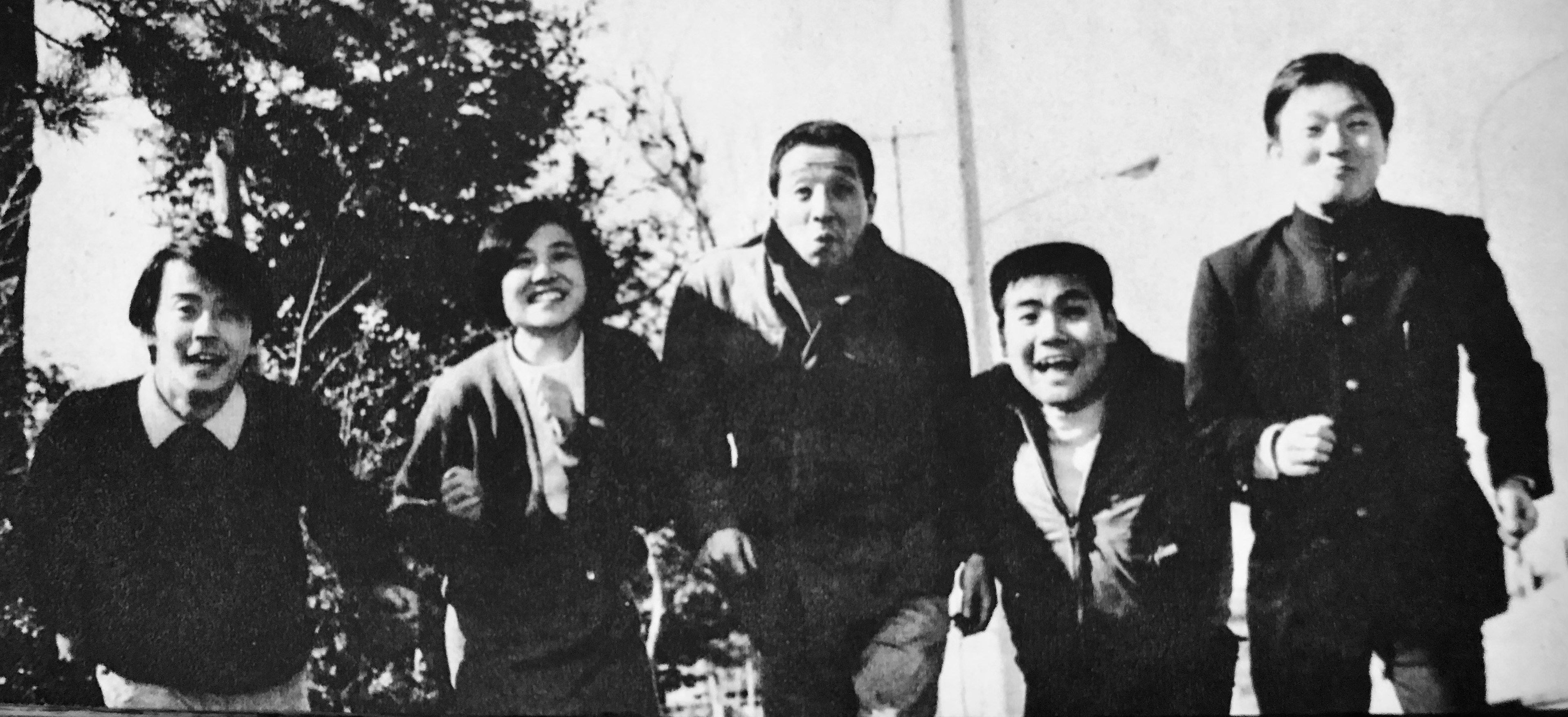
映画『若者たち』。左から山本圭、佐藤オリエ、田中邦衛、橋本功、松山省二。

1967年に製作され、1968年12月16日に公開された。俳優座、新星映画社（自主上映）製作。白黒、87分。
収支は「50万人入ればトントン」ということだったが、最終的な観客動員数は150万人を記録した。
第22回毎日映画コンクールで、田中邦衛が男優主演賞を受賞、山本圭が男優助演賞を受賞。

#### 出演者（1968年版）
- 佐藤太郎：田中邦衛
- 佐藤次郎：橋本功
- 佐藤オリエ：佐藤オリエ
- 佐藤三郎：山本圭
- 佐藤末吉：松山省二
- 河田泰子：栗原小巻
- 淑子：小川真由美
- 戸坂：石立鉄男
- 桜井：井川比佐志
- 小川隆音：大滝秀治
- 小川隆：江守徹 他

#### スタッフ（1968年版）
- 製作：佐藤正之、松木征二、松丸青史
- 原作・脚本：山内久
- 音楽：佐藤勝
- 撮影：宮島義勇
- 美術：平川透徹
- 照明：鈴賀隆夫
- 録音：青木左吉
- 編集：河野秋和
- スクリプター：男沢浩
- 監督：森川時久

### 若者はゆく -続若者たち-
1969年5月10日公開。俳優座製作、松竹配給。白黒、98分。

#### 出演者（続）
- 佐藤太郎：田中邦衛
- 佐藤次郎：橋本功
- 佐藤オリエ：佐藤オリエ
- 佐藤三郎：山本圭
- 佐藤末吉：松山省二
- 間崎ミツ：木村夏江
- 間崎みき：大塚道子
- 辰夫：福田豊土
- 町子：夏圭子
- 戸坂：石立鉄男
- 武：中野誠也
- 塚本：塚本信夫 他

#### スタッフ（続）
- 製作：佐藤正之、松木征二
- 原作・脚本：山内久
- 音楽：佐藤勝
- 撮影監督：宮島義勇
- 撮影：安承玟（アン・スンミン）
- 美術：山下宏
- 照明：鈴賀隆夫
- 録音：本田牧
- 編集：新沼恵子
- スクリプター：山本耕二
- 監督：森川時久

### 若者の旗
1970年11月28日公開。俳優座映画放送製作、「若者たち」全国上映委員会配給。白黒、101分。

#### 出演者（若者の旗）
- 佐藤太郎：田中邦衛
- 佐藤次郎：橋本功
- 佐藤オリエ：佐藤オリエ
- 佐藤三郎：山本圭
- 佐藤末吉：松山省二
- 間崎ミツ：木村夏江
- 間崎みき：大塚道子
- 戸坂：石立鉄男
- 町子：夏圭子
- 努：謙昭則
- 杉本：稲葉義男
- 吉野：入江洋佑 他

#### スタッフ（若者の旗）
- 製作：佐藤正之、松木征二
- 原作・脚本：山内久
- 音楽：佐藤勝
- 撮影：宮島義勇
- 美術：山下宏
- 照明：鈴賀隆夫
- 録音：本田牧
- 編集：丹治睦夫
- スクリプター：山本耕二
- 助監督：高木一臣
- 監督：森川時久

## 舞台
- 秋田雨雀・土方与志記念青年劇場 - 山内久、相沢嘉久治作、堀口始演出による第5回公演として、1969年12月6日の葛飾公会堂を皮切りに、12月8日から12月13日厚生年金会館小ホール、12月17日小金井市公会堂、12月16日品川公会堂、12月20日から12月21日「日本青年会館ホール」での上演で締めくくった。
- 劇団往来 - 1990年3月9日から3月11日まで、大阪の劇団往来が第13回公演として、近鉄小劇場で、相澤嘉久治、山内久、堀口始作のオリジナル版を基本に鈴木健之亮の演出で上演した。